# Hungária Magyar Testgyakorlók Köre Futball Club 1927-1928
Questa voce raccoglie le informazioni riguardanti l'Hungária Magyar Testgyakorlók Köre Futball Club nelle competizioni ufficiali della stagione 1927-1928.

## Avvenimenti
L'Hungária FC conclude il campionato al secondo posto. Partecipa anche alla Coppa dell'Europa Centrale superando il Beogradski (8-2) e affrontando l'AC Sparta di Praga: alla fine dei due incontri il punteggio è di 2-2 ma gli ungheresi vengono squalificati per aver schierato un giocatore che non aveva diritto di giocare.

## Rosa
| N. |                     | Ruolo | Calciatore    |
| -- | ------------------- | ----- | ------------- |
|    | Ungheria (bandiera) | P     | János Biri    |
|    | Ungheria (bandiera) | P     | József Újvári |
|    | Ungheria (bandiera) | P     | Ferenc Fehér  |
|    | Ungheria (bandiera) | D     | Gyula Mándi   |
|    | Ungheria (bandiera) | D     | György Oláh   |
|    | Ungheria (bandiera) | D     | Géza Balasits |
|    | Ungheria (bandiera) | D     | Ferenc Kocsis |
|    | Ungheria (bandiera) | C     | Gábor Kléber  |
|    | Ungheria (bandiera) | C     | János Kvasz   |
|    | Ungheria (bandiera) | C     | Béla Rebró    |
|    | Ungheria (bandiera) | C     | Gusztáv Sebes |
|    | Ungheria (bandiera) | C     | Henrik Nádler |

| N. |                     | Ruolo | Calciatore      |  |
| -- | ------------------- | ----- | --------------- |  |
|    | Austria (bandiera)  | C     | Josef Schneider |  |
|    | Ungheria (bandiera) | A     | Ferenc Hirzer   |  |
|    | Ungheria (bandiera) | A     | György Molnár   |  |
|    | Ungheria (bandiera) | A     | György Skvarek  |  |
|    | Ungheria (bandiera) | A     | Zoltán Opata    |  |
|    | Ungheria (bandiera) | A     | Lőrinc Tritz    |  |
|    | Ungheria (bandiera) | A     | Gyula Senkey    |  |
|    | Ungheria (bandiera) | A     | József Braun    |  |
|    | Ungheria (bandiera) | A     | Kálmán Konrád   |  |
|    | Ungheria (bandiera) | A     | Rudolf Jeny     |  |